# Jardin Bauzé
Le jardin Bauzé est un jardin situé à Castelnaudary, en France.

## Localisation
Le jardin est situé sur la commune de Castelnaudary, dans le département français de l'Aude.

## Historique
L'édifice est inscrit au titre des monuments historiques en 1948.